# Judith Tietjen
Judith Tietjen (* 24. Februar 2002 in Bad Oldesloe) ist eine deutsche Handballspielerin.

## Karriere

### Im Verein
Tietjen begann das Handballspielen beim TSV Bargteheide. Im Jahr 2014 schloss sie sich dem  VfL Bad Schwartau an. Mit der A-Jugendmannschaft des VfL lief die Außenspielerin in der A-Juniorinnen Bundesliga auf. In der Spielzeit 2019/20 war sie zusätzlich per Zweitspielrecht für den Drittligisten SC Alstertal-Langenhorn spielberechtigt. Im Sommer 2020 wurde Tietjen vom Zweitligisten VfL Waiblingen verpflichtet. Tietjen erzielte in der Saison 2020/21 26 Treffer für Waiblingen und wechselte 2021 zum Bundesligisten SV Union Halle-Neustadt. Bei ihrem Bundesligadebüt am 4. September 2021 erzielte sie einen Treffer gegen den BSV Sachsen Zwickau. Seit Sommer 2023 steht sie im Kader der HSG Blomberg-Lippe.

### In Auswahlmannschaften
Tietjen nahm mit der schleswig-holsteinischen Landesauswahl an der DHB-Sichtung 2016 teil und wurde anschließend zu Lehrgängen des Deutschen Handballbundes eingeladen. Tietjen bestritt einige Länderspiele für die U-16-Nationalmannschaft. Anschließend gehörte sie dem Kader der Juniorinnennationalmannschaft an. Bei der U-20-Weltmeisterschaft 2022 belegte sie mit der deutschen Auswahl den siebten Platz. Tietjen erzielte im Turnierverlauf 22 Treffer.